# Chiesa dei Santi Filippo e Giacomo (Laveno-Mombello)
La chiesa prepositurale dei Santi Filippo e Giacomo, detta anche chiesa vecchia, è la parrocchiale di Laveno, frazione-capoluogo del comune sparso di Laveno-Mombello, in provincia di Varese ed arcidiocesi di Milano; fa parte del decanato di Besozzo.

## Storia
Nella Notitia cleri del 1398 si legge che a Laveno sorgevano due chiese, una, fuori dal paese, intitolata alla Madonna, che svolgeva le funzioni di parrocchiale, e l'altra, situata nell'abitato, a San Giacomo Apostolo, ed erano entrambe sotto l'influenza della pieve di Santo Stefano di Leggiuno.

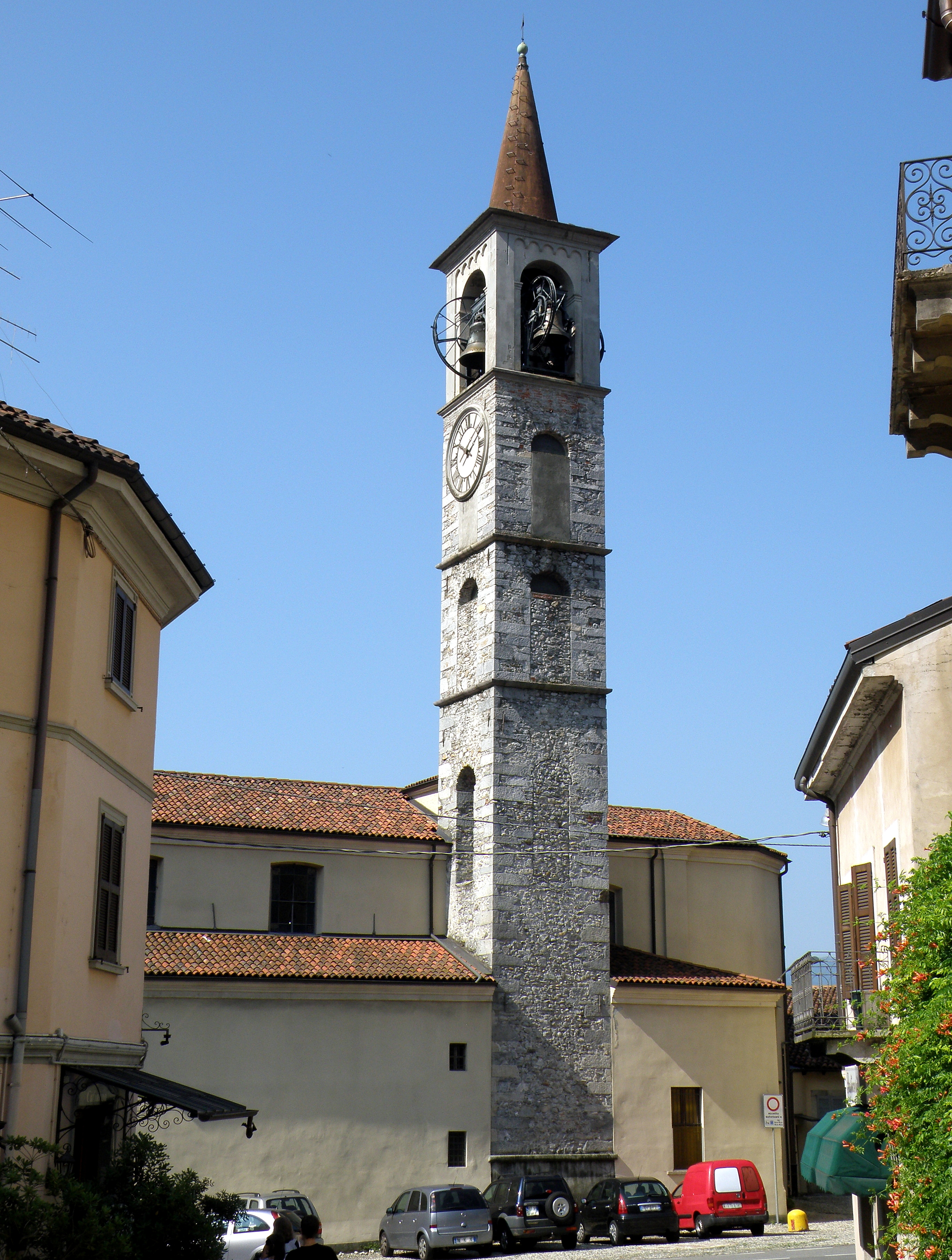
Il campanile

Nel XV secolo presso la chiesa di San Giacomo risiede un sacerdote officiante; si era deciso di trasferire lì le funzioni che prima erano celebrate nella chiesa di Santa Maria perché così ai paesani era più comodo.
Dalla relazione della visita pastorale del 1574 dell'arcivescovo di Milano Carlo Borromeo s'apprende che la chiesa in paese, attestata con il doppio titolo di San Giacomo e San Filippo, era de facto la parrocchiale, anche se tale titolo apparteneva de iure alla chiesa di Santa Maria, presso la quale comunque si usava seppellire i morti.

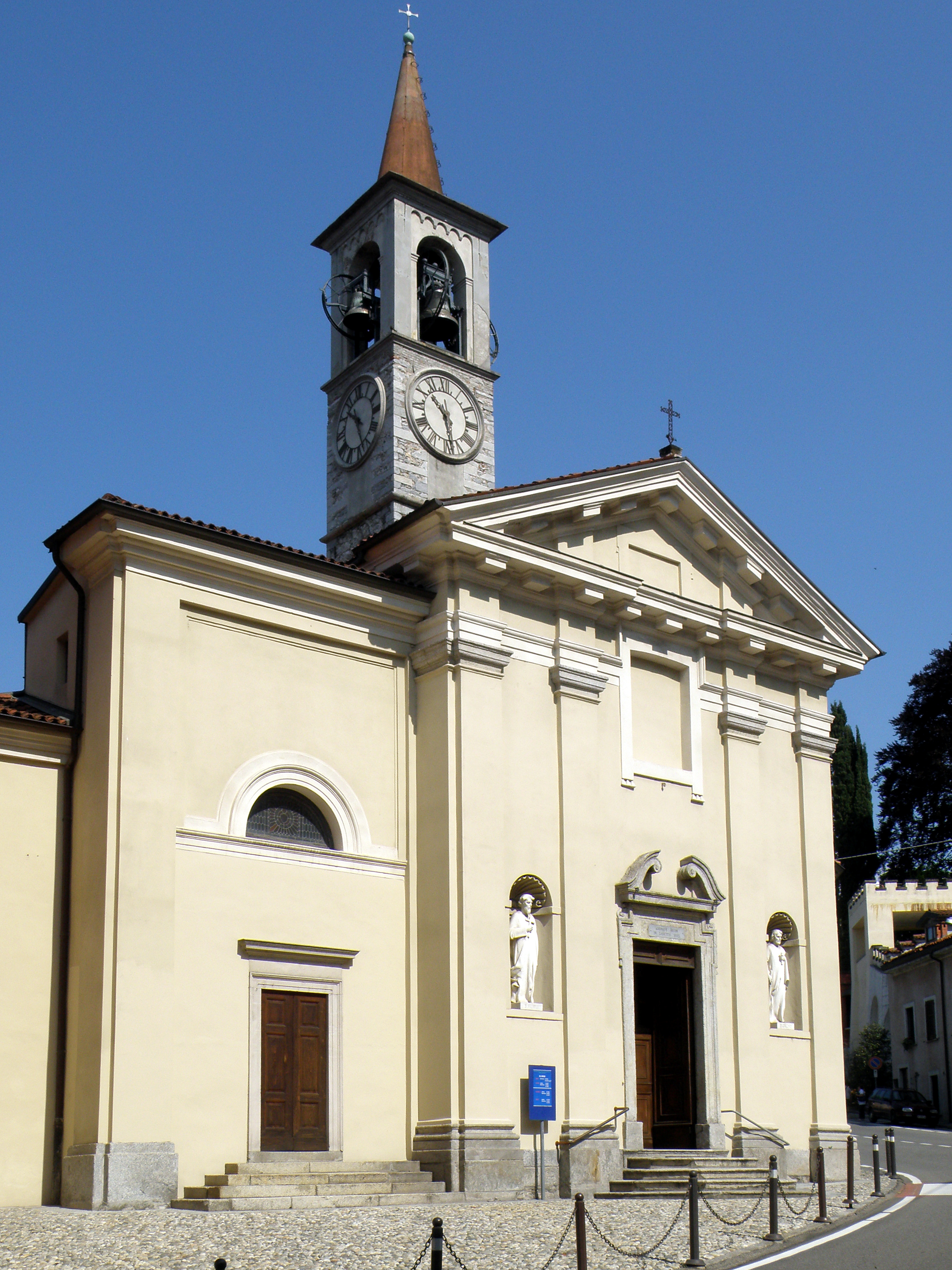
La chiesa vista da un'altra angolazione

Nel 1614 l'arcivescovo Federico Borromeo, compiendo la sua visita presso la chiesa, prescrisse ai parrocchiani di riedificarla e di destinare a tale opera tutte le risorse disponibili.
Nel 1640 la nuova chiesa risulta pressoché terminata e in quell'anno l'architetto Carlo Buzzi esaminò l'edificio per vedere se, contigua ad esso, poteva essere costruita la canonica.
Negli atti relativi alla visita del 1671 di monsignor Lorenzo Sormani la chiesa è definita parrocchiale, mentre in alcuni documenti successivi tale titolo è ancora attribuito alla vecchia chiesa di Santa Maria.
Grazie alla relazione della visita pastorale del 1748 dell'arcivescovo Giuseppe Pozzobonelli si conosce che nella parrocchiale avevano sede la scuola della Dottrina Cristiana e la confraternita del Santissimo Sacramento, che i parrocchiani erano seicentodue e che il clero a servizio della cura d'anime era costituito dal parroco e da altri cinque sacerdoti, ai quali s'aggiungevano di tempo in tempo altri cinque.
Nel 1782, su impulso dell'allora parroco don Saverio Monteggia, la chiesa fu dotata dell'organo, che era stato acquistato a Milano; si pensò anche di ampliare la struttura, ma poi non se ne fece nulla.

Nel 1825, grazie all'interessamento di don Costantino Formentini, l'organo venne rifatto da Eugenio Biroldi; fu ripresa l'idea di ingrandire la chiesa e, così, nel 1832 venne edificata la navata laterale su progetto di Lorenzo Bernago e di Pietro Pestagalli.
Nel 1896 l'arcivescovo Andrea Carlo Ferrari, durante la sua visita presso la chiesa, trovò che in essa avevano sede la Confraternita del Santissimo Sacramento, la Compagnia di San Luigi Gonzaga, la Pia unione della Sacra Famiglia, i Terziari francescani, la Sacra Lega Eucaristica, la Pia unione degli agonizzanti e il Consorzio della dottrina cristiana.
Nel 1898 il campanile subì una ristrutturazione e in tale occasione venne anche rimaneggiato e sopraelevato di sei metri.
Il 27 giugno 1969 la chiesa fu elevata al rango di prepositurale e nel 1971 passò dal vicariato di Leggiuno-Laveno al decanato di Besozzo.

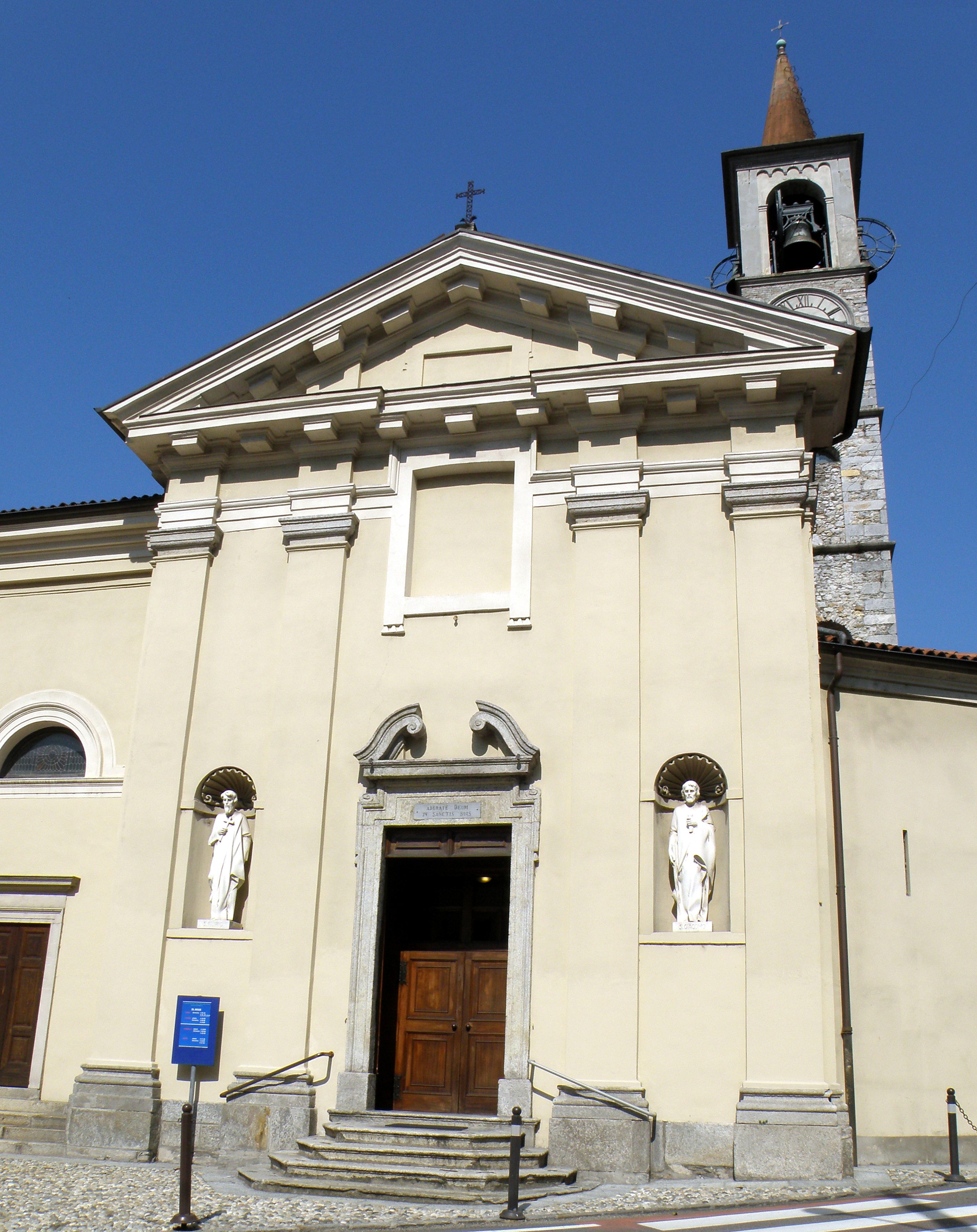
La facciata

## Descrizione

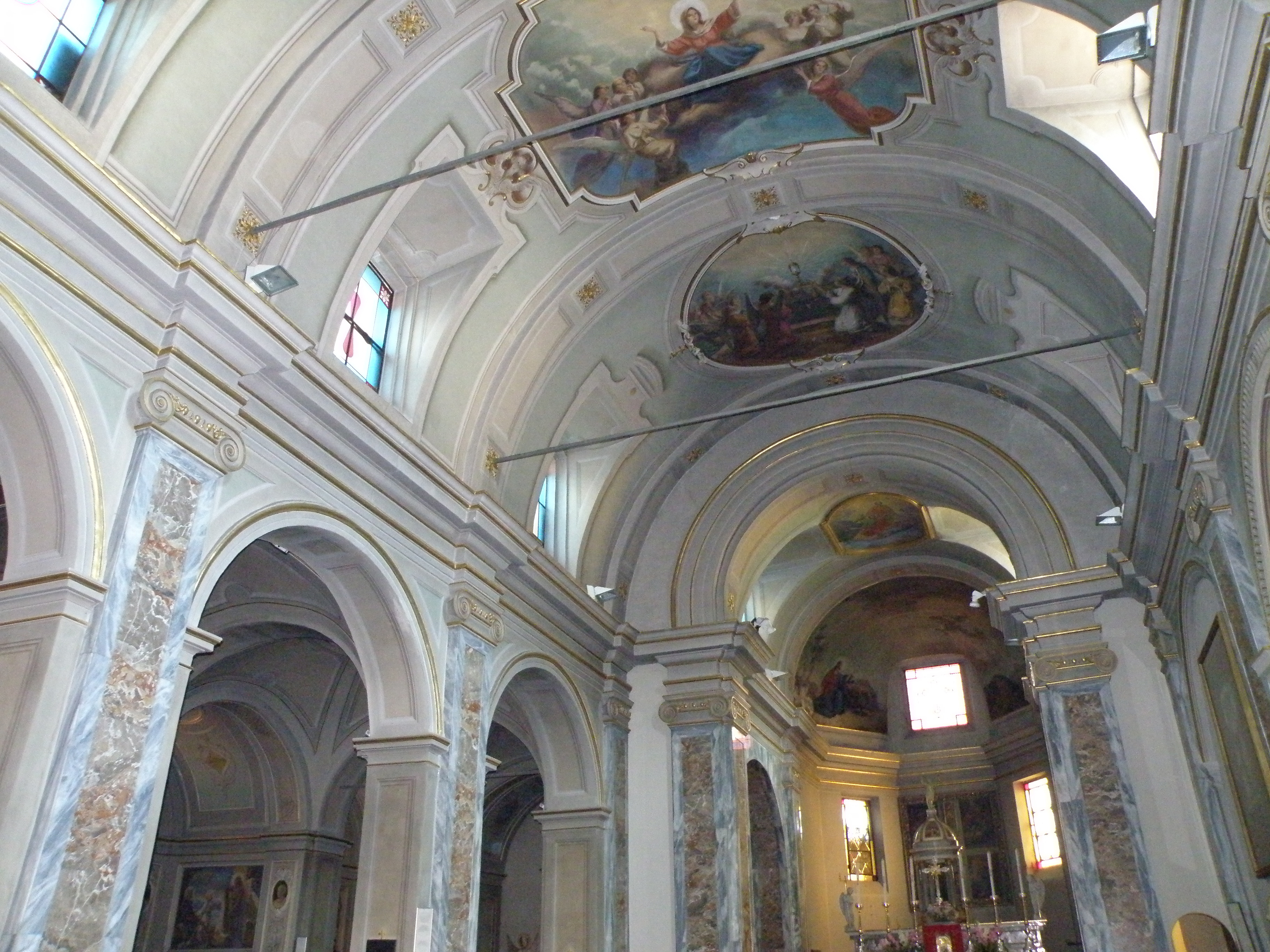
L'interno

La facciata della chiesa, sulla quale si apre il portale maggiore, è scandita da quattro lesene che sorreggono il timpano di forma triangolare.
L'interno è a due navate: la principale, sulla quale s'aprono le cappelle laterali della Madonna del Transito e dell'Angelo Custode, è divisa in quattro campate ed è chiusa dall'abside poligonale, mentre quella laterale, sulla quale s'affacciano le cappelle di San Giuseppe e del battistero, è a fondo piatto.

### Annotazioni
1. ↑  È detta così in contrapposizione alla novecentesca chiesa di Sant'Ambrogio, chiamata popolarmente chiesa nuova.